# دينا غالي
دينا غالي (بالإيطالية: Dina Galli)‏ هي ممثلة إيطالية، ولدت في 16 ديسمبر 1877 بميلانو في إيطاليا، وتوفيت في 4 مارس 1951 بروما في إيطاليا.

## وصلات خارجية
- دينا غالي على موقع IMDb (الإنجليزية)